# Memoriał Stanisława Szozdy 2018
5. edycja wyścigu kolarskiego Memoriał Stanisława Szozdy odbyła się w dniu 9 września 2018 roku i liczył 48 km. Start i meta wyścigu miały miejsce na Rynku w Prudniku. Stanowił finał mistrzostw Polski w kryteriach ulicznych. Był organizowany przez gminę Prudnik oraz Ośrodek Sportu i Rekreacji w Prudniku.
Zawodnicy wyścigu wykonali 40 okrążeń wokół centrum Prudnika. Pierwsze miejsce zdobył Patryk Stosz, drugie Paweł Cieślik, a trzecie Paweł Bernas. Wszyscy byli zawodnikami CCC Sprandi Polkowice.
W wyścigu wzięło udział 320 osób, w tym 130 dzieci i 190 zawodników z licencją kolarską. W wyścigu elity mężczyzn uczestniczyło 30 osób, a wyścigu kobiet 22.